# Dżubb al-Ali
Dżubb al-Ali – wieś w Syrii, w muhafazie Aleppo, w dystrykcie As-Safira. W 2004 roku liczyła 112 mieszkańców.